# Rugby a 15 nel 1998
Il 1998 va ricordato per il "rugby a 15" per :
- L'ammissione definitiva dell'Italia al torneo delle cinque nazioni. Italia che supera anche per la prima volta la Scozia e sfiora la vittoria con l'Inghilterra e il Galles
- La Francia di Villepreux e Skrela domina la scena del Cinque Nazioni 1998 conquistando il secondo Grande Slam consecutivo.
- Il "Tri Nations" va al Sudafrica di Nick Mallett che inanella un successo dietro l'altro (18 vittorie consecutive tra il 1997 e il 1998 prima di essere fermati a Londra dall'Inghilterra)
- I disastrosi risultati delle squadre britanniche in tour, in particolare per l'Inghilterra in quello che è chiamato ancora oggi il "Tour from Hell".

## Cronologia degli eventi principali
- 24 gennaio - Per festeggiare la sua ammissione al Sei Nazioni a partire dal 2000, l'Italia supera a Treviso, per la prima volta, la Scozia (25-21). Due settimane dopo, a Llanelli, sfiora il successo anche contro il Galles.
- 7 febbraio - Per la prima volta il rugby internazionale ha come scenario lo Stade de France. Il nuovo impianto, costruito per ospitare i mondiali di calcio 1998,  ospita infatti "le crunch", la tradizionale sfida tra Francia e Inghilterra valida per il Cinque Nazioni 1998.
- 5 aprile - Con una vittoria per 61-0 la Francia travolge il Galles e conquista il suo secondo "Grand Slam"  consecutivo.
- 6 giugno - Si chiude, con la vittoria dell'Italia "A" sulla Croazia, il secondo turno della zona europea di qualificazione ai mondiali '99.  Restano in corsa sei squadre che si aggiungono a Inghilterra, Scozia, Irlanda, per disputare il terzo turno.
- 26 giugno - Successo del Canada nel Pacific Rim
- giugno-luglio - A metà anno è tradizione che le selezioni europee in particolare, ma non solo, si rechino fuori dal proprio continente (soprattutto nell'emisfero sud) per alcuni test. Si disputano però anche molti incontri tra nazionali dello stesso emisfero Sud, che precedono dal 1996, la disputa del Tri Nations.

 Di rilievo nel 1998 i test delle nazionali britanniche che si recano in Tour con sconfitte disastrose:
- La Scozia  si reca in tour a Figi e in Australia dove subisce tre pesanti sconfitte nei test match.
- Prosegue l'anno nero del  Galles: in tour in Africa Australe, dopo lo 0-61 di Parigi,  subisce un 13-96 a Pretoria contro gli Springboks di Nick Mallett.
- Ma peggio di tutti va all'Inghilterra di Clive Woodward  che crolla pesantemente con l'Australia, subendo uno 0-76 storico, seguito da un 22-64 e un 10-40 con la Nuova Zelanda. Il tour sarà chiamato il "tour from hell".
- Anche per l'Irlanda  il tour in Sud Africa  è deludente: subisce due sconfitte contro gli Springboks.
- La Francia  si reca in tour in Argentina e Figi: vince 3 test e subisce una sola sconfitta contro la selezione di Buenos Aires.
- 8 agosto - Come già nel 1997, per l'Argentina, avviene il ritorno al successo contro una squadra non americana contro la Romania in tour nel paese sudamericano
- 22 agosto - Con quattro successi su quattro incontri, il Sudafrica interrompe il dominio Neozelandese nel Tri Nations.
- 29 agosto - L'Australia con il terzo successo in tre partite sugli All Blacks, riconquista dopo quattro anni la Bledisloe Cup.
- Contemporaneamente, a Buenos Aires l'Argentina conquista il Campionato panamericano di rugby e insieme a Stati Uniti e Canada si qualifica alla Coppa del Mondo di rugby 1999
- 19 settembre - si chiude a Casablanca le qualificazioni africane ai mondiali '99. Successo della Namibia, che si qualifica, relegando i padroni di casa del Marocco ai ripescaggi intercontinentali
- 26 settembre - L'Australia si aggiudica il quadrangolare finale delle qualificazioni oceaniche ai mondiali '99. Precede Figi (che conquista il "triangolare del pacifico") Samoa e Tonga (quest'ultima unica non qualificata, ma "rimandata" ai ripescaggi internazionali).
- 17 ottobre - Come da facile pronostico l'Argentina si conferma campione sudamericano vincendo il torneo 1998, svoltosi senza sede fissa.
- Nello stesso giorno, Bermuda, superando Trinidad e Tobago, si aggiudica il Campionato dei Caraibi.
- 28 ottobre - con un match tra Rep. Ceca e Ucraina prende il via il Torneo FIRA 1998-1999 che, stante l'assenza delle squadre di vertice impegnate nella qualificazione e preparazione alla Coppa del Mondo di rugby 1999, non assegnerà alcun titolo.
- 31 ottobre - come previsto il Giappone conquista il Campionato Asiatico e conquista anche il posto alla Coppa del Mondo di rugby 1999  lasciando la Corea del Sud ai ripescaggi intercontinentali.
- novembre- dicembre: l'"Autumn international" ,vede, oltre alle qualificazioni mondiali, anche alcuni tour. Il programma di incontri di questi tour è ridotto notevolmente rispetto alla tradizione a causa degli impegni di Scozia, Irlanda, Inghilterra nelle qualificazioni mondiali.

- Il Sudafrica dei record di Nick Mallett vede interrompersi la sua striscia record (18 vittorie consecutive) nel quarto test match del suo tour in Europa. Dopo aver superato (senza i punteggi record di giugno-luglio), Galles, Scozia, Irlanda, fallisce il Grande Slam, perdendo 7-13 a Twickenham  contro l'Inghilterra
- L'Australia supera Francia e Inghilterra (di misura) nel suo tour in Europa
- L'Argentina si reca in tour in Europa dove subisce tre sconfitte da Italia, Francia e Galles
- 21 novembre - L'Inghilterra supera a fatica l'Italia ad Huddersfield (23-15) nel match conclusivo del loro girone valido per il terzo e ultimo turno della zona europea di qualificazione ai mondiali '99. Lamentele azzurre per una meta non concessa a Troncon. Nell'altro girone meno problemi per l'Irlanda contro Romania, anch'essa qualificata e la Georgia.
- 5 dicembre: si chiudono le qualificazioni della zona Europea con la vittoria agevole della Scozia sulla Spagna (85-3). Gli spagnoli si qualificano anch'essi grazie al successo sul Portogallo.
- 16 dicembre: Successo della Corea del Sud nel torneo di rugby dei Giochi Asiatici disputatosi a Bangkok.  I coreani superano un Giappone presentatosi con una nazionale sostanzialmente formata da giocatori universitari.

## Tornei per nazionali

### Qualificazioni Mondiali
Nel 1998 si assegnano gran parte dei 16 posti mancanti (4 erano ammesse di diritto) per i Mondiali del 1999.
- EUROPA: dopo la conclusione della seconda Fase, si disputano i triangolari finali che vedono qualificate Scozia,Romania, Inghilterra, Italia, Irlanda e Spagna, mentre Georgia, Portogallo e Paesi Bassi vanno ai ripescaggi.
- AFRICA:  al termine di una serie di eliminazioni progressive, la Namibia si qualifica, mentre il Marocco va ai ripescaggi
- ASIA: Aggiudicando il campionato asiatico, il Giappone si qualifica ai mondiali, mentre la Corea del Sud va ai ripescaggi
- OCEANIA: sono Australia, Figi e Samoa a qualificarsi , mentre Tonga va ai ripescaggi.
- AMERICHE: il torneo panamericano, qualifica Argentina, Stati Uniti e Canada mentre l'Uruguay va ai ripescaggi.

## Tornei Internazionali per club o selezioni
|  | Super 12        | Crusaders |
|  | Heineken Cup    | Bath      |
|  | European Shield | Agen      |

## Altri Test
| Casablanca 21 febbraio 1998 | Marocco | 26 – 29 | Francia XV |  |

| Łódź 14 marzo 1998 | Polonia | 28 – 27 | Rep. Ceca |  |

| Siviglia 15 marzo 1998 | Spagna | 31 – 48 | Russia |  |

| Amsterdam 28 marzo 1998 | Paesi Bassi | 38 – 24 | Germania |  |

| Aalborg 11 aprile 1998 | Danimarca | 10 – 17 | Galles (Distretti) |  |

| Casablanca 25 aprile 1998 | Marocco | 23 – 23 | Portogallo |  |

| Kiev 3 maggio 1998 | Ucraina | 17 – 31 | Georgia |  |

| Macarsca 30 maggio 1998 | Croazia | 20 – 64 | Penguins International |  |

| Casablanca 20 giugno 1998 | Marocco | 16 – 14 | Languedoc |  |

## I Barbarians
| Northampton 11 marzo 1998 | East Midlands | 40 – 50 | Barbarians |  |

| Leicester 17 marzo 1998 | Leicester Tigers | 19 – 73 | Barbarians | Welford Road |

| Portsmouth 10 novembre 1998 | Combined Services | 20 – 51 | Barbarians | Burnaby Road |

| Leicester 29 dicembre 1998 | Leicester Tigers | 24 – 38 | Barbarians | Welford Road |

## Tornei nazionali
- Africa:

| Sudafrica | Currie Cup        | Northern Transvaal      |
|           | Vodacom Cup       | Griqualand West Griquas |
|           | Club Championship | Stellenbosch University |

- Americhe:

| Argentina   | Argentino             | Buenos Aires           |
|             | Camp. di Buenos Aires | Hindù                  |
|             | Nacional de Clubes    | San Cirano             |
|             | Torneo del Interior   | Jockey Club Córdoba    |
| Brasile     | Campionato            | Rio Branco (SP)        |
| Canada      | Super League          | Vancouver Crimson Tide |
|             | Challenge             | British Columbia       |
| Stati Uniti | Superleague           | Belmont Shore          |
|             | Campionato            | Aspen                  |

- Asia:

| Giappone | Campionato | Toshiba Fushu |

- Europa:

| Irlanda     | AIB League               | Shannon                |
|             | Interprovinciale         | Leinster               |
| Galles      | Campionato               | Swansea RFC            |
|             | WRU Challenge Cup        | Llanelli RFC           |
| Inghilterra | Coppa                    | Saracens F.C.          |
|             | Campionato delle Contee  | Cheshire               |
|             | Campionato               | Newcastle Falcons      |
| Francia     | Campionato               | Stade Français         |
|             | Challenge Yves du Manoir | Stade Toulousain       |
| Italia      | Coppa                    | Rugby Roma             |
|             | Campionato               | Benetton Treviso       |
| Scozia      | Campionato dei distretti | Glasgow Hawks          |
|             | Campionato               | Watsonians             |
| Georgia     | Campionato               | Qochebi                |
| Portogallo  | Campionato               | Tecnico                |
|             | Coppa                    | Agronomia              |
| Romania     | Campionato               | Dinamo Bucarest        |
| Russia      | Campionato               | Krasny Yar             |
| Spagna      | Spagna (Copa del Rey)    | Quesos E. Valladolid   |
|             | Campionato               | El Salvador Valladolid |

- Oceania:

| Nuovo Galles del Sud | Shute Shield                     | Gordon                   |
| Queensland           | Premier Rugby                    | Souths                   |
| Australia            | Interstate                       | New South Wales Waratahs |
| Nuova Zelanda        | National Provincial Championship | Otago                    |